# Syria na Mistrzostwach Świata w Lekkoatletyce 2017
Syria na Mistrzostwach Świata w Lekkoatletyce 2017 – reprezentacja Syrii podczas Mistrzostw Świata w Lekkoatletyce 2017 rozgrywanych w Londynie liczyła jednego zawodnika, który zdobył brązowy medal.

## Zdobyte medale
| Medal | Zawodnik             | Konkurencja | Rezultat | Data        |
| ----- | -------------------- | ----------- | -------- | ----------- |
| brąz  | Majed El Dein Ghazal | skok wzwyż  | 2,29     | 13 sierpnia |

## Skład reprezentacji
| Zawodnik             | Konkurencja | Kwalifikacje | Kwalifikacje | Finał    | Finał   |
| Zawodnik             | Konkurencja | Rezultat     | Pozycja      | Rezultat | Pozycja |
| -------------------- | ----------- | ------------ | ------------ | -------- | ------- |
| Majed El Dein Ghazal | skok wzwyż  | 2,29         | 7. q         | 2,29     | brąz    |